# Australian Open de 1996
O Australian Open de 1996 foi um torneio de tênis disputado nas quadras duras do Melbourne Park, em Melbourne, na Austrália, entre 15 e 28 de janeiro. Corresponde à 28ª edição da era aberta e à 84ª de todos os tempos.

## Finais

### Profissional
| Categoria | Evento    | Campeã(s)(o/ões)                        | Vice-campeã(s)(o/ões)                | Resultado          | Chave(s)  | Chave(s)       |
| --------- | --------- | --------------------------------------- | ------------------------------------ | ------------------ | --------- | -------------- |
| Simples   | Masculino | Boris Becker                            | Michael Chang                        | 6–2, 6–4, 2–6, 6–2 | principal | qualificatório |
| Simples   | Feminino  | Monica Seles                            | Anke Huber                           | 6–4, 6–1           | principal | qualificatório |
| Duplas    | Masculino | Stefan Edberg Petr Korda                | Sébastien Lareau Alex O'Brien        | 7–5, 7–5, 4–6, 6–1 | principal | principal      |
| Duplas    | Feminino  | Chanda Rubin Arantxa Sánchez Vicario    | Lindsay Davenport Mary Joe Fernandez | 7–5, 2–6, 6–4      | principal | principal      |
| Duplas    | Misto     | Larisa Savchenko Neiland Mark Woodforde | Nicole Arendt Luke Jensen            | 4–6, 7–5, 6–0      | principal | principal      |

### Juvenil
| Categoria | Evento    | Campeã(s)(o/ões)                      | Vice-campeã(s)(o/ões)              | Resultado     | Chave(s)  | Chave(s)       |
| --------- | --------- | ------------------------------------- | ---------------------------------- | ------------- | --------- | -------------- |
| Simples   | Masculino | Björn Rehnquist                       | Mathias Hellstrom                  | 2–6, 6–2, 7–5 | principal | qualificatório |
| Simples   | Feminino  | Magdalena Grzybowska                  | Nathalie Dechy                     | 6–1, 4–6, 6–1 | principal | qualificatório |
| Duplas    | Masculino | Daniele Bracciali Jocelyn Robichaud   | Bob Bryan Mike Bryan               | 3–6, 6–3, 6–3 | principal | principal      |
| Duplas    | Feminino  | Michaela Paštiková Jitka Schonfeldova | Olga Barabanschikova Mirjana Lučić | 6–1, 6–3      | principal | principal      |